# کشت بافت

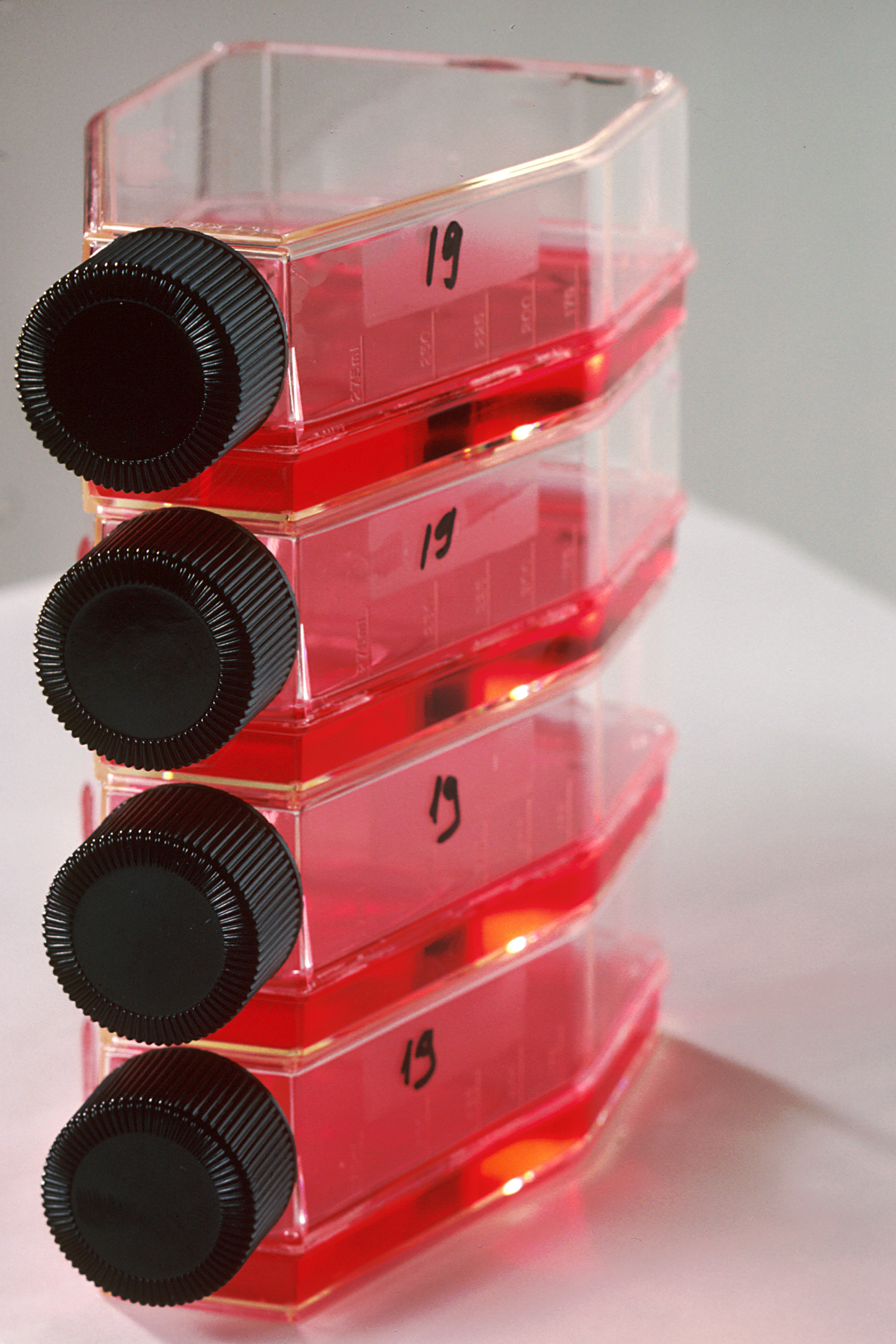
فلاسک‌های حاوی محیط رشد کشت بافت که تغذیه برای رشد سلول‌ها را فراهم می‌کند.

کشت بافت و کشت یاخته به همراه روش‌های مهندسی ژنتیک سه ستون فناوری زیستی به‌عنوان یکی از دانش‌های پیشرفته جهان به‌شمار می‌آیند. با علم به این موضوع که هر یک از یاخته‌های گیاهی تمایز نیافته توانایی تبدیل‌شدن به گیاه کامل را دارند، دریچه‌ای تازه پیش روی دانشمندان و پژوهشگران علوم زیستی از جمله پزشکی، کشاورزی و داروسازی گشوده شد، به نحوی که در مقایسه با روش‌های اصلاح سنتی گیاهان، تسریع قابل ملاحظه‌ای در مدت زمان اجرای برنامه‌های اصلاح‌نژادی به وجود آمد و امکان انجام تلاقی‌های میان‌جنسی را نیز فراهم نمود. علاوه بر این نگهداری ذخایر توارثی، تولید گیاهان عاری از ویروس و تولید گیاهان هاپلوئید از جمله کاربردهای مهم دیگر کشت بافت و یاخته گیاهی می‌باشند.
کشت بافت، رشد بافت‌ها یا یاخته‌ها به صورت جداگانه از جاندار است. این کار معمولاً با استفاده از محیط کشت مایع، نیمه جامد یا جامد (مانند محیط کشت براث یا آگار) انجام می‌شود. کشت بافت به کشت یاخته‌ها و بافت‌های حیوانی اشاره می‌کند. در اصطلاح اختصاصی‌تر از این اصطلاح برای کشت گیاهان استفاده می‌شود. اصطلاح «کشت بافت» به وسیلهٔ آسیب‌شناس آمریکایی مونتروز توماس باروز، ابداع شد. روش‌های کشت بافت مبتنی بر دو مرحله تمایززدایی و تمایزیابی است که انجام هر یک از این مراحل به شرایط خاصی نیاز دارد و باید در محیطی عاری از هرگونه آلودگی صورت پذیرد که گاه باعث افزایش هزینه تولید می‌شود. با این وجود مراکز تولیدی سالیانه میلیون‌ها نهال و گیاه مختلف را از طریق روش‌های ریزازدیادی به بازار عرضه می‌کنند و فراورده‌های زیستی متعددی نیز با استفاده از روش‌های کشت بافت تولید می‌شوند.
هر کدام از گیاهان بر اساس پروتکل‌هایی که معمولاً به روش آزمون و خطا به دست می‌آید برتی رشد به بسترهای خاصی احتیاج داشته که میزان مواد معدنی، آنزیم‌ها و ویتامین‌ها در هر کدام متفاوت است.
کشت بافت در یاخته‌ها انسانی و جانوری به منظور پیوند بافت‌ها یا اندام‌ها، تولید و استخراج برخی مواد مؤثره یا کارهای پژوهشی انجام می‌گیرد.

## روش‌های کشت بافت و سلول گیاهی
- کشت پینه (کالوس)
- کشت سوسپانسیون یاخته‌ای
- کشت پروتوپلاست
- کشت هاپلوئید
- کشت جنین و اندام
- باززایی و ریزازدیادی

## تاریخچه کاربرد
در سال ۱۸۸۵ ویلهلم روکس یک قسمت از صفحه مدولاری (نخاعی) یک جنین مرغ را جداسازی کرد و آن را برای چند روز در محلول سالین گرم نگهداری کرد. در سال ۱۹۷۰ جانورشناسی به نام راس گرانویل هریسون نشان داد که رشد یاخته‌های جنین قورباغه در محیط کشتی از غدد لنفاوی منقعد منجر به ایجاد یاخته‌های عصبی می‌شود. در سال ۱۹۱۳ اشتین هارث، ایسرائلی و لمبرت واکسن ویروس را در قطعاتی از بافت قرنیه خوکچه هندی رشد دادند.
در سال ۱۹۹۶، برای نخستین بار از بافت احیاکننده برای جایگزین کردن قطعه کوتاهی از مجرای خروج مثانه استفاده شد که این آزمایش سبب شد به درک دقیقی از تکنیک‌های تهیه نمونه از بافت برسیم. این قطعات کوتاه در بیرون از بدن و بدون داربست رشد داده شدند. پس از کشت آن در شرایط آزمایشگاهی، آن‌ها توانستند از بافت ایجاد شده در فواصل کمتر از یک سانتی‌متر استفاده کنند.
هابرلند برای نخستین بار امکان کشت بافت‌های جدا شده گیاهی را مطرح کرد. او پیشنهاد کرد که پتانسیل یاخته‌های فردی و همچنین تأثیر متقابل بافت‌ها روی یکدیگر می‌تواند به وسیلهٔ این روش تعیین شود. از زمان اظهارات هابرلند روش‌های مختلفی برای کشت بافت و یاخته مطرح شد که نهایتاً منجر به کشفیاتی در حوزه زیست‌شناسی و پزشکی گردید. ایده اصلی او که در سال ۱۹۰۲ نمایش داده شد که Totipotentiality (تمام‌توانی) نامیده شد.
این نظریه بیان می‌کند که «به لحاظ تئوری همه یاخته‌های گیاهی می‌توانند به یک گیاه کامل تبدیل شوند».

## کاربرد مدرن

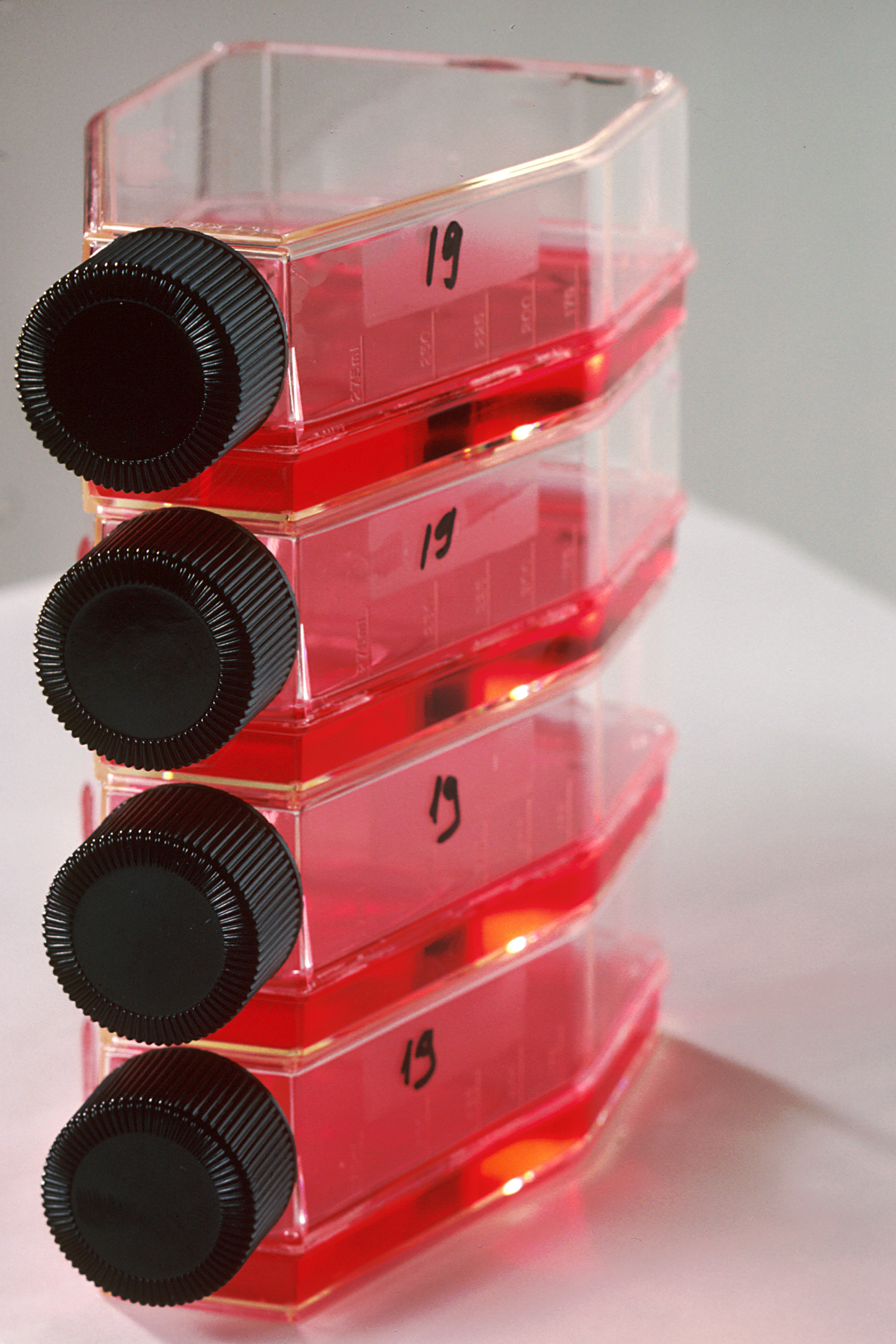
شیشه‌های دارای محیط کشت برای کشت‌بافت

در کاربرد مدرن، کشت بافت به‌طور کلی به رشد یاخته‌ها از بافت یک جاندار چندیاختهی در شرایط برون‌تنی (in vitro) اشاره می‌کند. این یاخته‌ها ممکن است از یک جاندار دهنده (یاخته‌های اولیه یا پرایمری) یا از یک لاین یاختهی حفظ شده جداسازی شوند. یاخته‌ها در یک محیط کشت بافت، که حاوی مواد مغذی ضروری و منابع انرژی لازم برای حیات یاخته است، غوطه ور می‌شوند. اصطلاح کشت بافت اغلب به‌جای کشت یاختهی استفاده می‌شود.
معنای تحت‌اللفظی کشت بافت به کشت قطعات بافت (کشت ریزنمونه) اشاره می‌کند.
کشت بافت ابزار مهمی برای مطالعه زیست‌شناسی یاخته‌های جانداران چندیاختهی است که در آن محیط مناسبی جهت دستکاری، تجزیه و آنالیز بافت در شرایط درون‌شیشه‌ای (In vitro) فراهم می‌شود.
کشت بافت گیاهی با رشد گیاهان کامل از قطعات کوچک بافت گیاهی در ارتباط است. این قطعات کوچک در یک محیط کشت، کشت داده می‌شوند.

## پیش شرط لازم درتراریزشبه واسطه کشت بافت
مرحله مهم پیش از آغاز کشت بافت:
1. شناسایی گیاهی با توانایی ایجاد بافت کالوسی سالم که قابلیت تقسیم سریع نیز داشته باشد.[۱۱]

مرحله مهم پس از آغاز کشت بافت و پیش از اجرای تراریزش:
1. شناسایی و جداسازی بافت سالم که قابلیت تقسیم سریع نیز داشته باشد.[۱۱]

## مراحل کلیدی در تراریزش به واسطه کشت بافت
چهار مرحله کلیدی در کشت بافت شامل موارد ذیل است:
1. شناسایی و جداسازی ژن یا ژن‌های مورد نظر از موجود اصلی؛
2. درج ژن جدا شده در پلاسمید و تکثیر آن در باکتری (همسانه‌سازی)؛
3. وارد کردن ژن همسانه‌سازی شده به یاخته‌های مورد نظر؛
4. انتخاب و پرورش یاخته‌های تراریخت.

## کاربردهای کشت بافت
از مهم‌ترین کاربردهای کشت بافت، تکثیر گونه‌های مفید و مقاوم به شکل کاملاً همسان می‌باشد.
به عنوان مثال کشت بافت پایه مقاوم به گموز گیاه پسته در ایران صورت می‌گیرد. بنا به گفتهٔ مریم جعفرخانی کرمانی، مدیر تولید و توسعه یافته‌های پژوهشی مؤسسه بیوتکنولوژی کشاورزی ایران، از پایه‌های کشت بافتی مالینگ می‌توان درختانی ایجاد کرد که ارتفاع کمی داشته باشد و به جای تولید اندام‌های رویشی مثل شاخ و برگ، انرژی خود را صرف تولید اندام‌های زایشی مثل میوه کنند و به این ترتیب مثلاً عملکرد سیب را در باغات افزایش دهند، همچنین احداث این‌گونه باغات با ارتفاع کم درختانش و استاندارد بودن اندازه‌هایش امکان هرس و برداشت میوه به صورت مکانیزه را نیز فراهم می‌آورد. همچنین کشت بافت امکان تولید در مقیاس وسیع (میلیون‌ها گیاه در مدت زمان کوتاه) و نیز امکان تولید در همه فصول سال و در همه نقاط جغرافیایی کشور را فراهم می‌آورد.